# Katexçay
Katexçay (azerbajdzjanska: Katexçay; georgiska: კატეხჩაი, Katechtjai), eller Katechistsqali (georgiska: კატეხისწყალი), är ett vattendrag som rinner upp i nordvästra Azerbajdzjan, och flyter in i östra Georgien, där det mynnar som vänsterbiflod i Alazani.